# Shoegaze
Shoegaze is een voornamelijk Brits subgenre van indierock, genoemd naar de typische houding van de muzikanten op het podium: onbeweeglijk met hun hoofd naar hun schoenen gericht, vanwege het grootschalige gebruik van effectpedalen. Het genre wordt gekenmerkt door de grootse en sfeervolle wall of sound van gitaarklanken waarachter dromerige melodieën schuilgaan. De vaak androgyne stemmen zijn moeilijk te onderscheiden van de instrumenten omdat deze luider dan de zang gemixt zijn en de instrumenten zelf zijn nauwelijks te herkennen. Teksten, als ze al verstaanbaar zijn, beschrijven zoete, kleurrijke dromen over liefde, intimiteit en drugs. Kenmerkend aan vele shoegazegroepen is dat zowel mannen als vrouwen een prominente rol spelen in de bezetting.

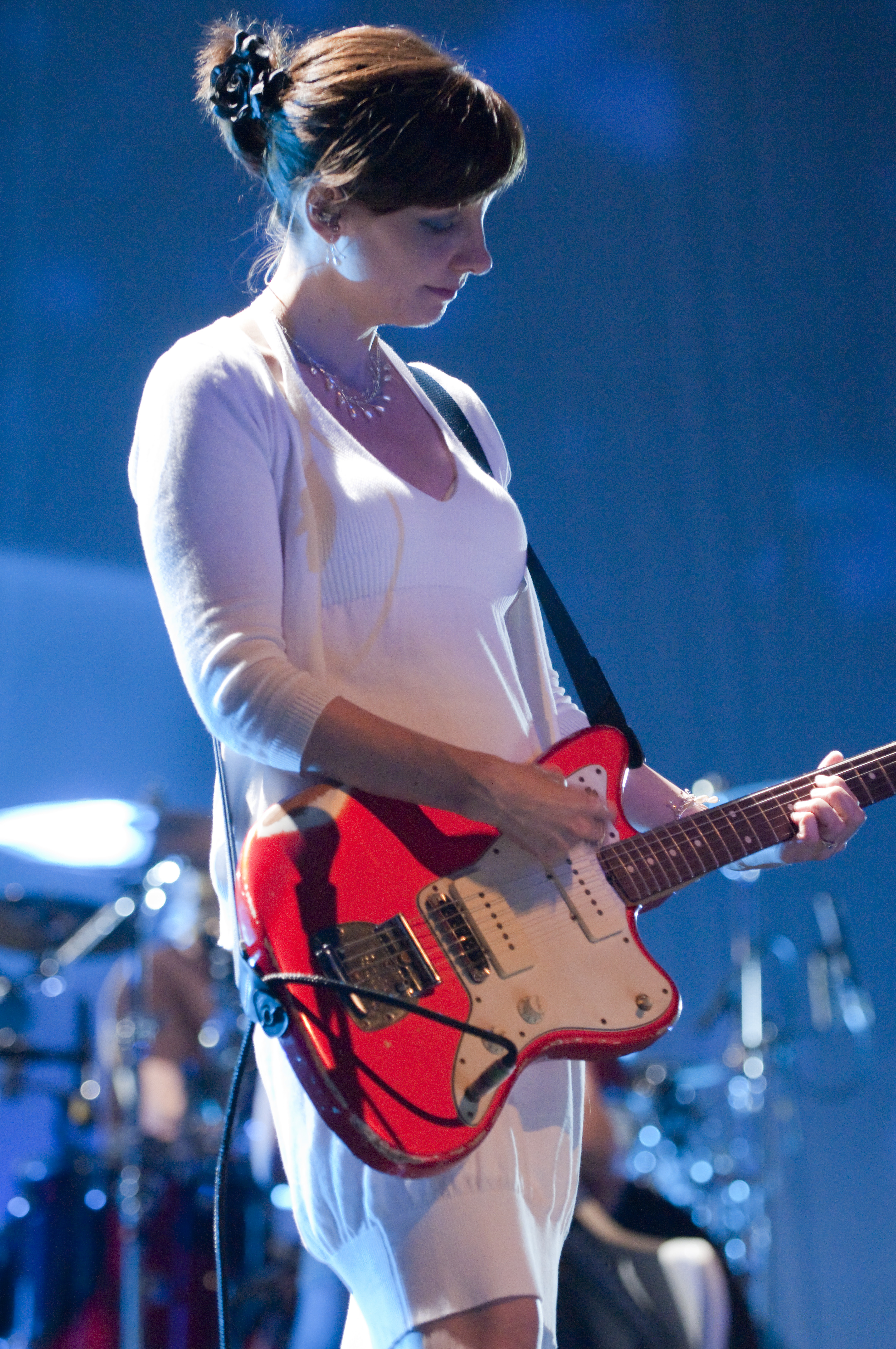
Bilinda Butcher van My Bloody Valentine in 2009

## Geschiedenis

### Oorsprong
Shoegaze kent zijn oorsprong in het midden van de jaren 80, toen The Jesus and Mary Chain op hun debuut Psychocandy uitpakte met ongehoorde hoeveelheden feedback, oversturing en luide, dreunende riffs. Ook bands als Spacemen 3 en Loop overgoten hun muziek met gedubde gitaarlagen. Deze groepen zetten onder andere My Bloody Valentine ertoe aan om met noise te experimenteren. In 1988 brachten ze op Isn't Anything een soort hybride van noise en dromerige zang en melodieën à la Cocteau Twins, waarmee de basis voor shoegaze was gelegd.

### Hoogtepunt
Al snel traden vele gelijkaardige bands in de voetsporen van My Bloody Valentine, zoals Ride, Lush en Slowdive. Het genre had eind jaren 80 en begin jaren 90 veel invloed op andere, verwante genres, zoals de psychedelische pop en rock van The Stone Roses en Spiritualized en Radiohead.
In 1991 bracht My Bloody Valentine Loveless uit, een mijlpaal in het genre. Andere hoogtepunten zijn Nowhere van Ride en Souvlaki van Slowdive uit 1993 dat zich met de hulp van Brian Eno meer richtte op het dromerige aspect van shoegaze.
In het begin van de jaren 90 stierf het genre een stille dood. Geen enkele band slaagde erin om echt commercieel succes te boeken, mede doordat in de pers alle aandacht naar britpop en grunge ging. Sommigen stopten ermee, anderen sloegen een radiovriendelijkere weg in, maar enkel The Verve lukte het om daarin een enigszins succesvolle carrière uit te bouwen.
De erfenis van shoegaze is niet te onderschatten; zo zijn noisepop en dreampop in de jaren 90 uitgegroeid tot de meest populaire subgenres van indie, zoals Mercury Rev, The Flaming Lips of Yo La Tengo. Tevens is de opkomst van de postrock een soortgelijke muzikale herwaardering voor sferische rock.

### Revival/tweede generatie
In de 21ste eeuw zijn er nog steeds bands die de shoegazetraditie in ere houden. Ook Kevin Shields, de voorman van My Bloody Valentine, heeft in 2003 op de soundtrack van de film Lost in Translation al een voorproefje gegeven van wat ooit de opvolger van Loveless moet worden. In 2013 verscheen na 22 jaar een nieuw album van My Bloody Valentine, m b v. In 2017 keerden ook Slowdive en Ride terug met de eerste nieuwe studioalbums in ruim twee decennia.
Ook is sinds ongeveer 2000 een nieuwe generatie bands actief die voortborduren op de shoegazetraditie waaronder Airiel, Amusement Parks of Fire, Asobi Seksu, Autolux, Film School, Have a Nice Life, M83, The Radio Dept., Sweet Trip en Ulrich Schnauss. De tweede generatie shoegazebands wordt ook wel aangeduid als newgaze of nu-gaze, hoewel ze qua geluid nauwelijks afwijken van de originele bands uit de jaren 90 van de twintigste eeuw.
In het midden van de jaren 2000 pionierde de Franse muzikant Neige met zijn bands Alcest en Amesoeurs een combinatie van shoegaze met black metal die blackgaze wordt genoemd.

## Albums
- My Bloody Valentine – Isn't Anything (1988)
- Pale Saints – The Comfort of Madness (1990)
- Kitchens of Distinction – Strange Free World (1990)
- Ride – Nowhere (1990)
- Lush – Gala (1990)
- Slowdive – Just for a Day (1991)
- Chapterhouse – Whirlpool (1991)
- Mercury Rev – Yerself Is Steam (1991)
- My Bloody Valentine – Loveless (1991)
- Swervedriver – Raise (1991)
- Catherine Wheel – Ferment (1992)
- Curve – Pubic Fruit (1992)
- Ride – Going Blank Again (1992)
- Lilys – In the Presence of Nothing (1992)
- Catherine Wheel – Chrome (1993)
- Swervedriver – Mezcal Head (1993)
- Seefeel – Quique (1993)
- Swirlies – Blonder Tongue Audio Baton (1993)
- Slowdive – Souvlaki (1993)
- The Verve – A Storm In Heaven (1993)
- The Boo Radleys – Giant Steps (1993)
- Slowdive – Pygmalion (1995)
- M83 – Dead Cities, Red Seas & Lost Ghosts (2003)
- Jesu – Jesu (2004)
- My Bloody Valentine – m b v (2013)

## Verwante genres
- Dreampop
- Noisepop
- Ethereal wave
- Postrock